# Enguia-lobo
A enguia-lobo (Anarrhichthys ocellatus) é uma espécie de enguia de coloração acinzentada, com manchas semelhantes a olhos em todo o corpo. A enguia-lobo é encontrada em florestas de kelp do Pacífico Norte, do Japão até Rússia, incluindo Alasca, Canadá e Califórnia (USA).